# SCSV Bomastar
S.C.S.V. Bomastar, voluit Sociaal Culturele Sport Vereniging Bomastar is een Surinaamse voetbalclub.
De club heette in het verleden HOB (House Of Billiards). De naam werd gewijzigd naar SCSV Bomastar nadat de club aan het eind van het seizoen 2005-06 degradeerde. In 2014 won de club de titel in de Eerste Klasse en promoveerde naar de Hoofdklasse (nu SVB-Eerste Divisie).